# Erlenbach (Main)
Der Erlenbach ist ein 10,42 Kilometer langer linker und südöstlicher Nebenfluss des Mains auf der Marktheidenfelder Platte am Rande des Naturparks Spessart in Bayern.

## Geographie

### Verlauf
Der Bach entspringt nördlich von Remlingen beim Steinerloch am Buchboden. Am Einforst passiert er die Gemarkungsgrenze des Erlenbacher Ortsteiles Tiefenthal unterhalb der Tiefenthaler Höhe. Er durchläuft den Ort Tiefenthal und fließt parallel zur Kreisstraße MSP 41 Richtung Erlenbach.

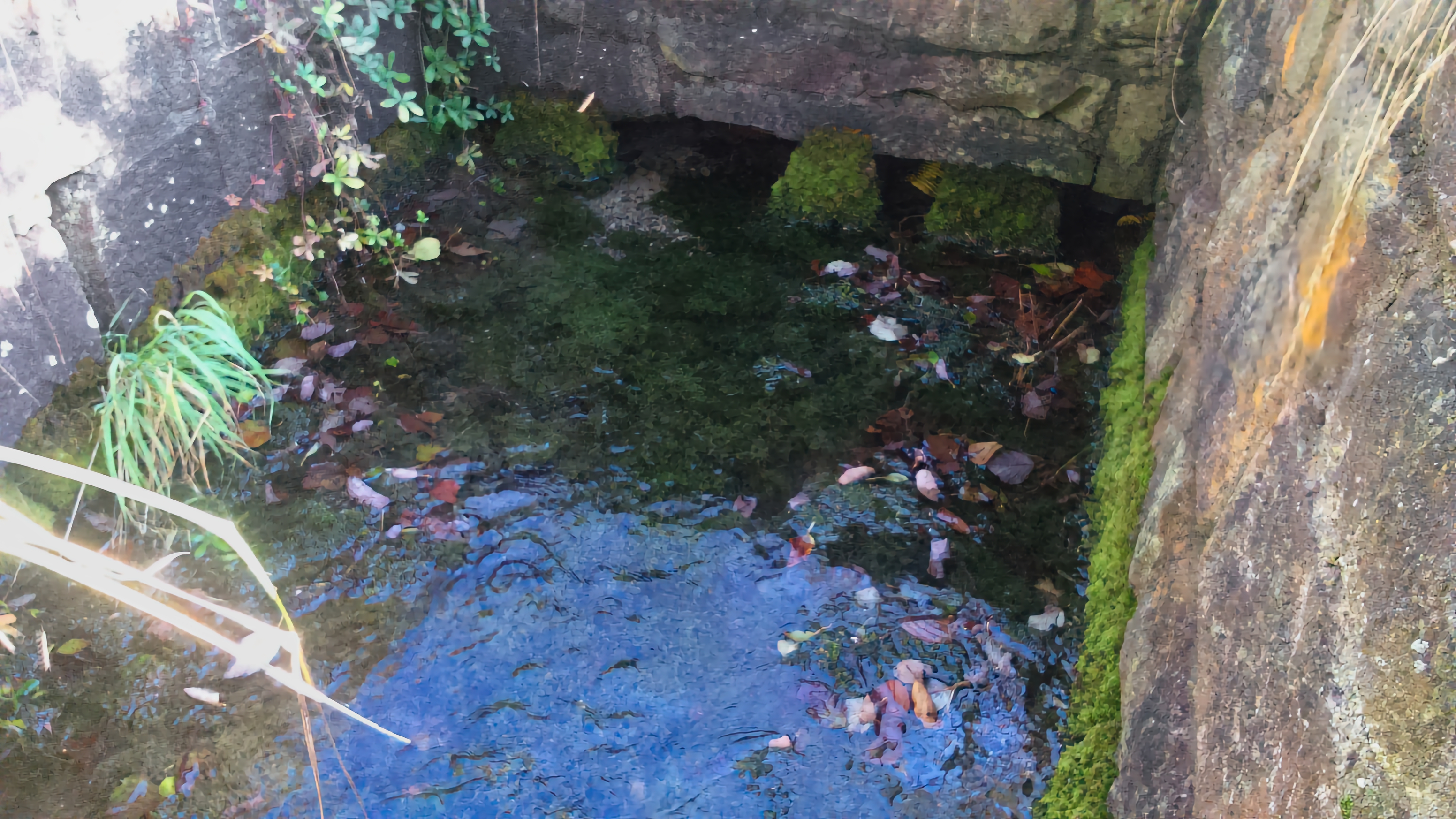
Brunnenstube Ochsenwiese

An trockenen Tagen führt dieser Oberlauf kein Wasser, so dass der Bach aus mehreren Quellen im Dorf Erlenbach, in der Nähe der Gartenstraße, entspringt. Die Brunnenstube Ochsenwiese ist die größte dieser Quellen. Auf einer Strecke von fast 200 Metern tritt an mehreren Stellen Wasser zutage. Das unterirdische Einzugsgebiet reicht großflächig bis zur vom Main geschaffenen Zellinger Mulde im Nordosten. Am Hermannsberg wird ein Teil der Wasserader angezapft und in die Trinkwasserversorgung von Erlenbach eingespeist. Das nicht geförderte Wasser verläuft dann weiter zur Quelle an der Ochsenwiese. Zur Erhaltung der Brunnenstube wurde 1995 der Auslauf mit einer Mauer gefasst. Dieser Quellbach vereinigt sich nach etwa 230 m mit dem aus Tiefenthal herabfließenden Oberlauf.
Auf seinem weiteren Verlauf Richtung Nordwesten passiert der Erlenbach die Sibrichsmühle, die Barthelsmühle, die Haunermühle und die Kernstadt der Stadt Marktheidenfeld. Dort fließt er ab etwa 510 Meter bis etwa 20 Meter vor der Mündung verrohrt. Dabei fließt ihm etwa 330 Meter vor der Mündung von rechts der Heubrunnenbach weitgehend verrohrt zu. Der Erlenbach unterquert danach noch den Main-Radweg, bevor er in den Main mündet.

### Zuflüsse
- Heubrunnenbach (rechts), in Marktheidenfeld